# 花斑腹麗魚
花斑腹麗魚（學名：Pseudetroplus maculatus）為輻鰭魚綱鱸形目隆頭魚亞目慈鯛科的其中一種。

## 分布
本魚分布於印度、斯里蘭卡的河流和半鹹水區域。

## 特徵
本魚體呈金黃色魚體上覆蓋著紅色小斑點，這些小斑點一直分布到魚鰭。腹側中央有塊黑斑，臀鰭和腹鰭的顏色較深，雌魚和雄魚外型一樣。體長可達8公分。

## 生態
本魚棲息在具有紅樹林的潟湖和溪流中，雜食性，以浮游動物和藻類為食，喜群游，繁殖期時，雌魚將卵產在堅硬的物體的表面上。

## 經濟利用
屬於小型的觀賞魚，適宜單養，或將其和大小相同的魚混養。